# بكتيريا مسرطنة

البكتيريا المشاركة في التسبب في السرطان وفي علاجه.

بكتيريا السرطان أو البكتيريا السرطانية أو البكتيريا المسرطنة أو البكتيريا المسببة للسرطان هي كائنات بكتيرية معدية معروفة أو مشتبه في أنها تسبب السرطان. في حين أن البكتيريا المرتبطة بالسرطان كانت تعتبر منذ فترة طويلة انتهازية (أي تصيب الأنسجة السليمة بعد أن ينشأ السرطان بالفعل)، إلا أن هناك بعض الأدلة على أن البكتيريا قد تكون مسببة للسرطان بشكل مباشر. وقد أظهرت الأدلة أن مرحلة معينة من السرطان يمكن أن ترتبط ببكتيريا مسببة للأمراض. أقوى الأدلة حتى الآن تتعلق ببكتيريا الملوية البوابية ودورها في سرطان المعدة.
الفيروسات الورمية هي عوامل فيروسية يشتبه في أنها تسبب السرطان أيضًا.

## المعروفة بتسببها للسرطان
تستعمر بكتيريا الملوية البوابية معدة الإنسان والاثني عشر. وهي توصف بأنها مادة مسرطنة من الدرجة الأولى. وفي بعض الحالات يمكن أن تسبب سرطان المعدة ولمفوما النسيج اللمفاوي المرتبط بالمخاطيات وقد أظهرت النماذج الحيوانية فرضيتي كوخ الثالثة والرابعة لدور بكتيريا الملوية البوابية في التسبب في سرطان المعدة. وقد تتضمن الآلية التي تسبب بها بكتيريا الملوية البوابية السرطان التهابًا مزمنًا، أو التأثير المباشر لبعض عوامل ضراوتها، على سبيل المثال، رُبط CagA بالتسبب في السرطان. وهناك بكتيريا أخرى تنتمي إلى هذا الجنس وهي بكتيريا الملوية البوابية، والتي تسبب التهاب الكبد وسرطان الكبد لدى الفئران.

### الالتهاب المزمن
يساهم الالتهاب المزمن في التسبب في العديد من أنواع الأمراض الخبيثة، ولكنه مهم بشكل خاص بالنسبة لبكتيريا الملوية البوابية. بعد الإصابة ببكتيريا الملوية البوابية، يتم تجنيد العديد من الخلايا المناعية المنتشرة إلى موقع الإصابة بما في ذلك المتعادلات. لتدمير مسببات الأمراض، تنتج المتعادلات مواد ذات أنشطة مضادة للميكروبات مثل المؤكسدات مثل مركبات الأكسجين التفاعلية (ROS) وأنواع النيتروجين التفاعلية (RNS). يمكن لبكتيريا الملوية البوابية أن تنجو من الإجهاد التأكسدي المستحث عن طريق إنتاج إنزيمات مضادة للأكسدة مثل الكاتالاز. ومع ذلك، فإن الإفراط في إنتاج أنواع الأكسجين التفاعلية وأنواع النيتروجين التفاعلية يحفز أنواعًا مختلفة من تلف الدنا في الخلايا المعدية المصابة. في الوقت نفسه، من المعروف أن بكتيريا الملوية البوابية تعمل على تنظيم مسارات ترميم الدنا الرئيسية بشكل انتقاصي. نتيجة لذلك، تتراكم الطفرات الجينومية والميتوكوندريالية، مما يؤدي إلى عدم استقرار الجينوم - وهي علامة معروفة للسرطان - في الخلايا المعدية.

### CagA
رُبط عامل الضراوة CagA الموجود في الملوية البوابية بتطور سرطان المعدة.. بمجرد حقن CagA في السيتوبلازم، يمكن أن يغير إشارات الخلايا المعدية بطريقة تعتمد على الفسفرة ومستقلة عنها. يؤثر CagA المفسفر على التصاق الخلايا وانتشارها وهجرتها ولكن يمكن أن يحفز أيضًا إطلاق الكيموكين المؤيد للالتهابات IL-8. بالإضافة إلى ذلك، فقد ثبت أن تفاعلات نمط CRPIA في CagA غير المفسفر تؤدي إلى التنشيط المستمر لمسار PI3K / Akt، وهو مسار غالبًا ما يكون نشطًا بشكل مفرط في العديد من سرطانات الإنسان. يؤدي هذا إلى تنشيط مسارات NF-κB وβ-catenin المؤيدة للالتهابات بالإضافة إلى زيادة تكاثر الخلايا المعدية. علاوة على ذلك، وجد أن CagA يزيد أيضًا من فرط ميثيل جين قمع الورم وبالتالي يثبط جينات قمع الورم. يتم تحقيق ذلك عن طريق زيادة تنظيم ميثيل ترانسفيراز DNMT1 عبر مسار AKT-NF-κB. أخيرًا، يحفز CagA أيضًا التعبير عن إنزيم أوكسيديز السبيرمين (SMOX) الذي يحول السبيرمين إلى سبيرميدين. كمنتج ثانوي يتم إنتاج H2O2 مما يتسبب في تراكم ROS ويساهم في الإجهاد التأكسدي الذي تعاني منه خلايا المعدة أثناء الالتهاب المزمن.

## ارتباطات مشتبهة
يرتبط بعض أنواع البكتيريا بالسرطان، على الرغم من أن دورها المحتمل في التسبب في السرطان غير واضح.
| البكتيريا                                     | الارتباط المُقترح |
| --------------------------------------------- | --- |
| سلمونيلا تيفية، باراتيفي أ، تيفيموريوم        | ترتبط بسرطان الحويصلة الصفراوية. |
| Streptococcus bovis                           | ترتبط بسرطان القولون. |
| متدثرة رئوية                                  | ترتبط بسرطان الرئة . |
| مفطورة                                        | قد يكون لها أيضًا دور في تكوين أنواع مختلفة من السرطان.                                                                                          |
| ملوية بوابية                                  | تم ربطها بشكل مؤكد بسرطان المعدة، وقد تكون مرتبطًا بلمفوما MALT، كما تم ربطها أيضًا بسرطان الفم. ولكنها قد يحمي أيضًا بعض الأفراد من سرطان المريء. |
| وحيدات الخلية البورفيرينية اللثوية            | ترتبط بسرطان المريء وسرطان القولون والمستقيم وسرطان البنكرياس.                                                                                  |
| مغزلية منواة                                  | ترتبط بسرطان المريء وسرطان القولون والمستقيم وسرطان البنكرياس.                                                                                  |
| إشريكية قولونية                               | ترتبط بسرطان القولون والمستقيم. |
| Salmonella spp.                               | ترتبط بسرطان القولون والمستقيم. |
| Enterotoxigenic Bacteroides fragilis          | ترتبط بسرطان القولون والمستقيم. |
| متدثرة تراخومية in concert with HPV infection | يرتبط بسرطان عنق الرحم. |
| Streptococcus anginosus                       | ترتبط بسرطان المريء. |
| Streptococcus mitis                           | ترتبط بسرطان المريء. |
| Ruminococcus                                  | ترتبط بسرطان القولون والمستقيم في ظل الظروف الهوائية.                                                                                           |

وقد ارتبطت السالمونيلا التيفية بسرطان الحويصلة الصفراوية ولكنها قد تكون مفيدة أيضًا في توصيل العوامل العلاجية الكيميائية لعلاج الميلانوما وسرطان القولون والمثانة. قد تكون البكتيريا الموجودة في الأمعاء مرتبطة بسرطان القولون ولكنها قد تكون أكثر تعقيدًا بسبب دور السرطانات البروبيوتيكية الواقية من العلاج الكيميائي. قد ترتبط الكائنات الحية الدقيقة ومنتجاتها الأيضية، أو تأثيرات الالتهابات المزمنة، أيضًا بسرطانات الفم.
قد تكون العلاقة بين السرطان والبكتيريا معقدة بسبب تفاعل الأفراد المختلفين بطرق مختلفة مع أنواع مختلفة من السرطان.